# Museo Arqueológico de Asturias
El Museo Arqueológico de Asturias es una institución de titularidad estatal, adscrita al Ministerio de Cultura y desde 1991 su gestión ha sido transferida al Principado de Asturias.
Es una institución museística de ámbito regional y una larga tradición. Conserva la colección material del legado arqueológico de Asturias. Desarrolla las funciones de conservación y difusión del patrimonio asturiano.  En Asturias, la arqueología se inicia con pensamiento propio de la Ilustración a través de dos grandes figuras como fray Benito de Feijoo, monje benedictino que fue abad del Monasterio de San Vicente, sede del Museo, y Gaspar Melchor de Jovellanos, que realizó la primera memoria de una intervención arqueológica realizada en Asturias y las primeras prospecciones en la región. 
El Museo Arqueológico de Asturias, surge en 1845, con la creación de la Comisión Provincial de Monumentos Históricos Artísticos de la Provincia de Oviedo. Es el museo arqueológico más importante de la región asturiana, con la colección más destacada en su género. 
Creado oficialmente en 1944, fue abierto al público en su sede actual el 21 de septiembre de 1952. Son notables las colecciones ingresadas en el museo por Aurelio del Llano, el Conde de la Vega del Sella, Manuel González-Longoria y Leal I Marqués de la Rodriga, Tomás Fernández Bataller, Pedro Hurlé Mansó, Sebastián de Soto Cortés, entre otros. Su colección se incrementa anualmente con los depósitos de materiales procedentes de los trabajos de prospección y excavación arqueológica llevados a cabo en Asturias y de donaciones privadas.

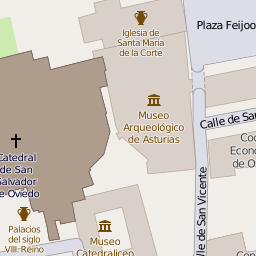

En su evolución, el Museo Arqueológico de Asturias se configura como una institución del siglo XXI, destinada a satisfacer las necesidades culturales, científicas y educativas de todos los usuarios. Actúa como referencia y enlace con otros museos arqueológicos de sitio y mantiene relación con los yacimientos musealizados y los centros de interpretación dispersos por la geografía del Principado, siendo el referente en materia de investigación, difusión y conservación del Patrimonio Arqueológico asturiano. Desde 2004 ha sido objeto de obras de rehabilitación y mejora siendo reinaugurado y abierto de nuevo al público el 21 de marzo de 2011.

## Historia
El antecedente del actual museo está en la Comisión Provincial de Monumentos, creada en 1845, que llevó a cabo las primeras acciones para proteger el patrimonio monumental y cultural de Asturias, y abrió un primer museo en 1870 en el desaparecido Convento de San Francisco con piezas recogidas a lo largo del territorio asturiano y procedentes también de donaciones particulares.

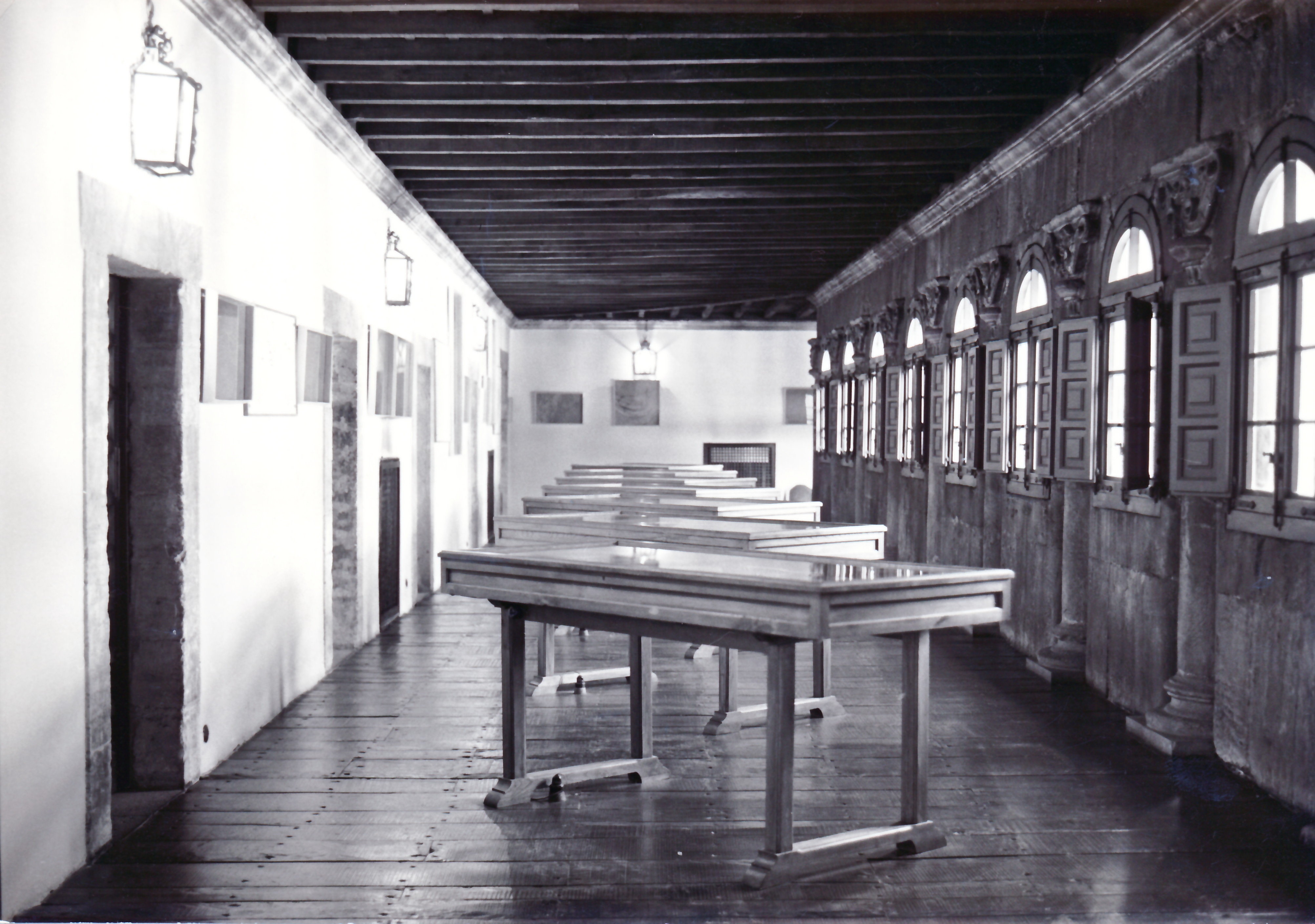
Claustro alto del Monasterio de San Vicente, sede actual del Museo Arqueológico de Asturias antes de la reforma de 2004.

El museo actual data de 1944 aunque no fue abierto al público hasta 1952 en el claustro del antiguo Monasterio de San Vicente. La colección ha crecido desde entonces a base de excavaciones, donaciones y compras de piezas. En 1998 y ante el estado del edificio, el Ministerio de Cultura inició los trámites de su rehabilitación y ampliación que dio comienzo en 2004, con proyecto de los arquitectos Fernando Pardo Calvo y Bernardo García Tapia. La reforma ha supuesto el aumento de la superficie construida del museo a 5810 m², de los cuales 2013 m²  están dedicados a la exposición permanente del mismo, tras una inversión de 16 millones de euros.
Al mismo tiempo, estas obras permitieron el descubrimiento de un bastión de la primitiva muralla de Oviedo del siglo VIII de 1,6 m de altura. Sobre los restos de esta muralla descansan las arcadas del claustro del monasterio. Se tuvo que modificar el proyecto inicial de las obras para dejar expuestas estas partes de la muralla de la ciudad como otra de las joyas del Museo. Este descubrimiento apoya la hipótesis del historiador Juan Uría Ríu sobre el trazado de esta muralla levantada en tiempos de Alfonso II.

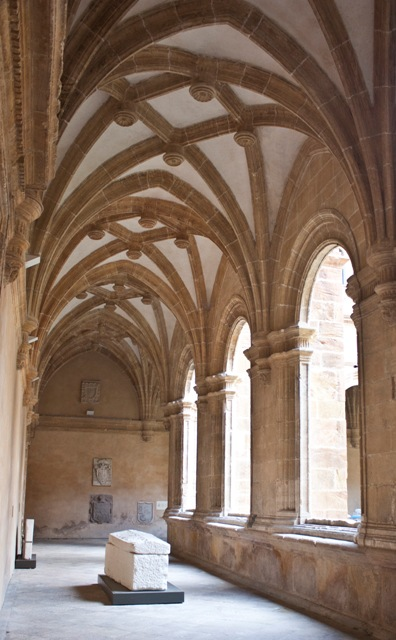
Claustro bajo del antiguo Monasterio de San Vicente, sede actual del Museo Arqueológico de Asturias.

La dirección del centro ha sido llevada por Manuel Jorge Aragoneses desde 1951 hasta 1954, Francisco Jordá Cerdá desde 1955 a 1963, Carlos María de Luis desde 1963 a 1969,  Matilde Escortell  desde 1969 a 1996, Enrique García-Tessier desde 1996 a 2000 y Elisa Collado González, Ignacio Alonso y María Antonia Pedregal Montes.

## El edificio
Desde 1942, el Museo ocupa en el antiguo claustro del monasterio de San Vicente, un edificio con una compleja historia relacionada con el origen de la ciudad y cuyo claustro fue declarado monumento nacional en 1934.
El monasterio de San Vicente se cree que se fundó en el año 765, en el reinado de Fruela I. Solo restos quedan de ese primer edificio, permaneciendo sin embargo el claustro actual, iniciado en la década de 1530, bajo dirección del maestro Juan de Badajoz el Mozo y concluido por Juan de Cerecedo el Viejo y Juan de Cerecedo el Mozo en la década de 1570.

## La colección
La desamortización de los bienes eclesiásticos en 1837 puso en circulación gran número de obras de arte religiosas y la Comisión de Monumentos de Asturias se ocupó de reunir a lo largo del siglo XIX los restos de esos monasterios e iglesias vendidas y abandonadas. Este conjunto de piezas constituyen el origen de la colección del Museo de Antigüedades que se fue incrementando por las  donaciones de varios de sus miembros y de coleccionistas y eruditos preocupados por el pasado.
En su labor activa, la principal preocupación fue la restauración de las iglesias prerrománicas, lo que se tradujo en la reunión de piezas procedentes de las ruinas de algunas de estas construcciones. Alcanzado el siglo XX, el desarrollo de la arqueología científica, supuso la ampliación del horizonte hacia la Prehistoria, tras descubrir la presencia de arte rupestre paleolítico en Asturias.
De esta forma y durante todo el siglo XX la colección del museo fue ampliándose de forma notable por los resultados de las intervenciones arqueológicas en Asturias. A los fondos de la antigua Comisión de Monumentos se van sumando las donaciones de colecciones particulares. A lo largo de la década de 1960 y 1970 la Diputación de Oviedo llevó a cabo la compra de diversas tallas, muebles y objetos. Las compras más importantes fueron tres colecciones, la de la de los herederos de Soto Cortés, compuesta por todo tipo de antigüedades arqueológicas, la colección numismática de Pedro Hurlé Mansó, y la colección de armas y monedas de los herederos de Tomás Fernández Bataller.

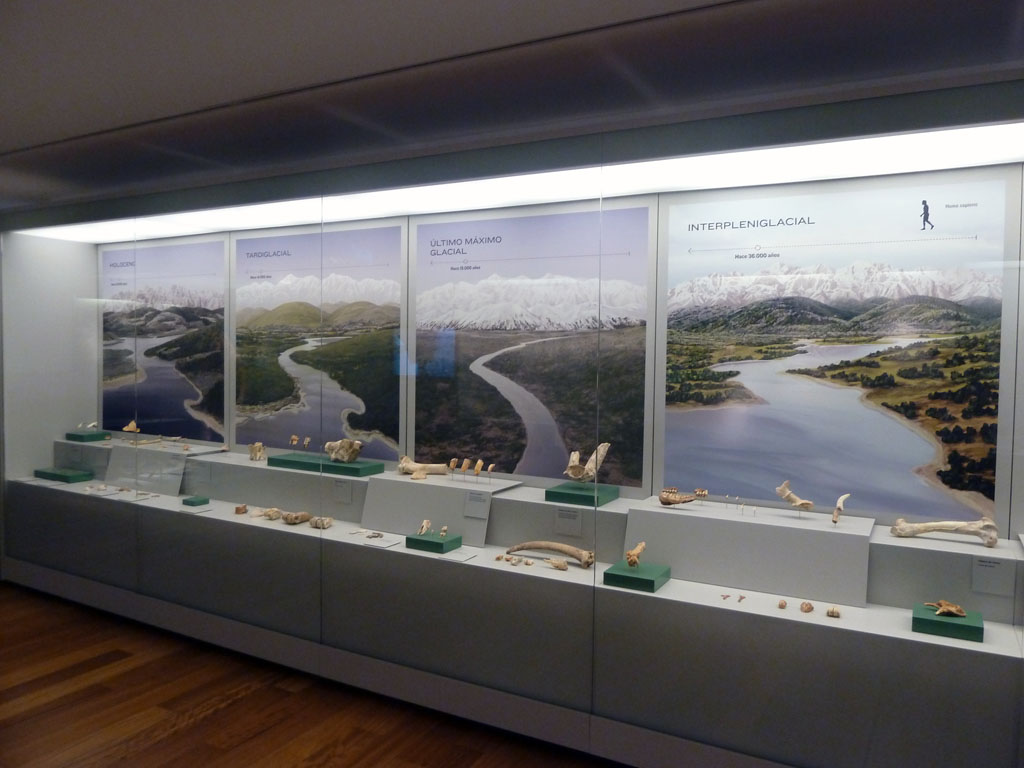
Planta primera. Condiciones ambientales en la prehistoria de Asturias

El progreso de las investigaciones iniciadas a partir, de la década de 1970 amplió de forma constante la colección de época paleolítica, la edad de los metales y la etapa romana. El nacimiento de la arqueología de gestión, con un desarrollo notable a partir de la década de 1990, ha supuesto el ingreso de gran cantidad de materiales de todas las épocas, pero especialmente de la Edad Media, provenientes de los cascos históricos de las ciudades y villas asturianas, así como de las numerosas iglesias y monasterios en las que se ha intervenido previamente a la restauración de sus edificios

## Exposiciones permanentes

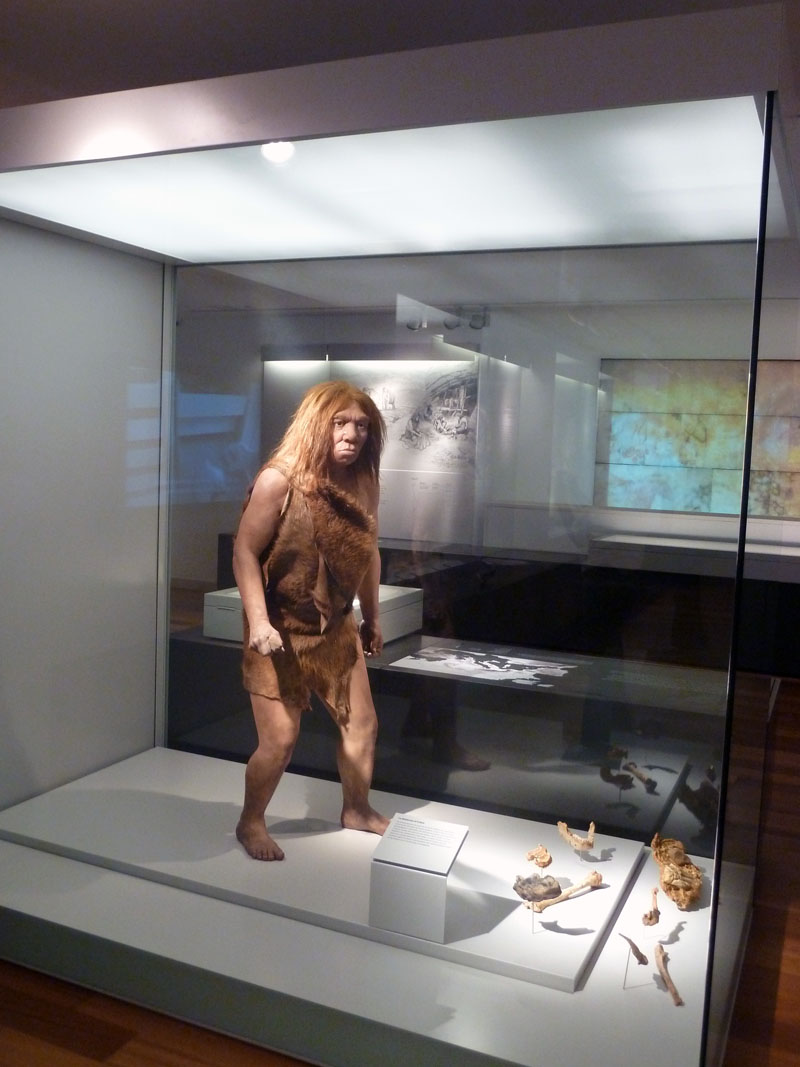
Reproducción hiperrealista de una mujer neandertal

La exposición permanente presenta un discurso expositivo actual y moderno. 
Su finalidad principal es la narración de la historia del territorio asturiano desde la prehistoria hasta la Baja Edad Media a través de la cultura material conservada en el museo y que nos acercan a las diferentes sociedades que a lo largo de numerosos siglos de historia han habitado este territorio. 
La exposición cuenta con cinco áreas temáticas tituladas del siguiente modo: 
·      ·  LOS TIEMPOS PREHISTÓRICOS
La investigación arqueológica ha permitido conocer las estrategias de subsistencia (caza, pesca y recolección) y los avances técnicos en la fabricación de herramientas de las gentes prehistóricas que ocuparon cavidades y abrigos cercanos a los ríos. Destaca, particularmente, la presentación del mundo de los Neandertales proporcionada por los últimos descubrimientos de la cueva asturiana de El Sidrón. El enigmático universo de las mentalidades encuentra su expresión más elocuente en el arte paleolítico parietal y mueble. En Asturias existen casi medio centenar de cuevas con imágenes de enorme belleza donde nuestros más remotos antepasados grabaron o pintaron animales, signos y representaciones sumarias del cuerpo humano. 

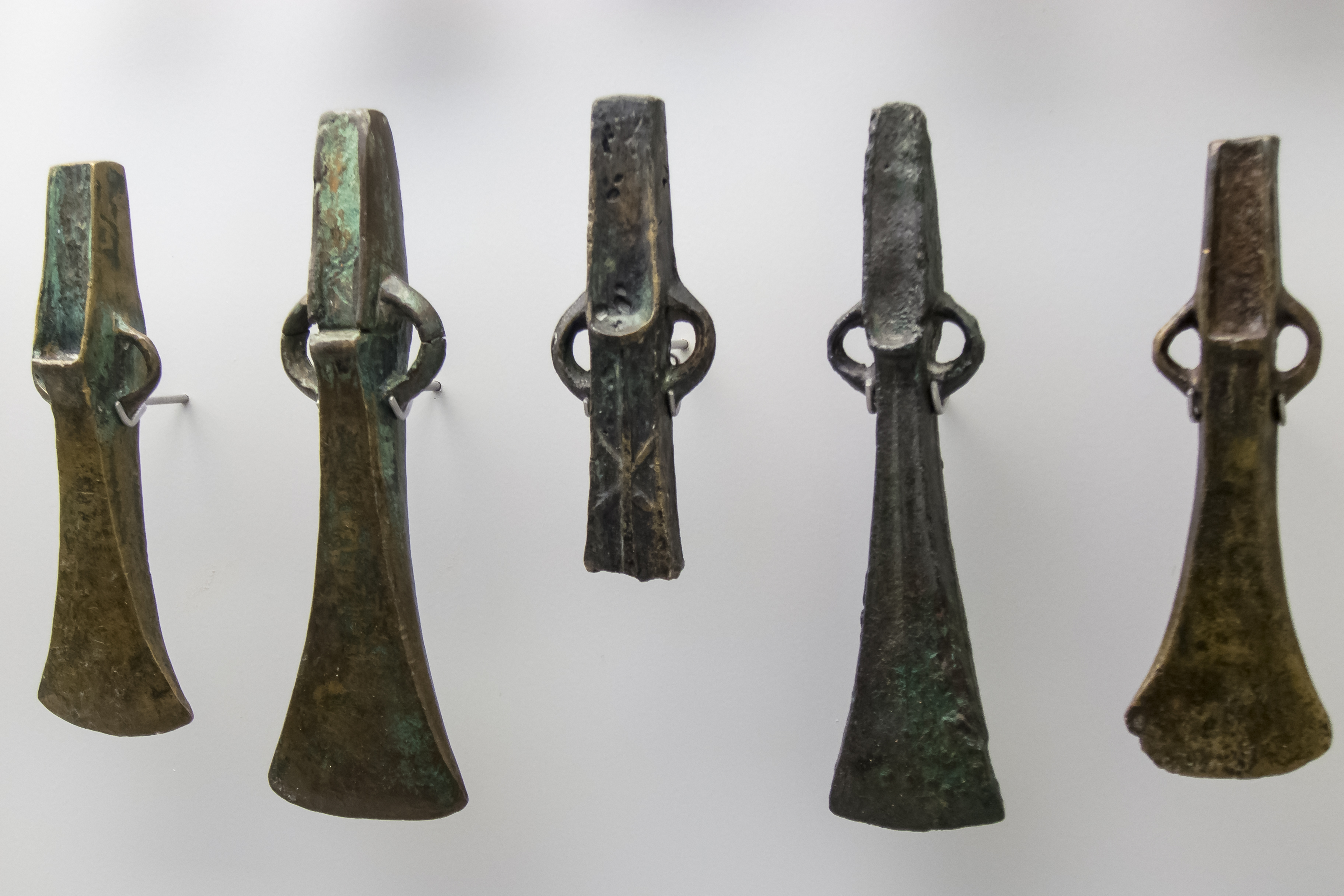
Hachas de bronce

·      ·  NEOLÍTICO Y EDAD DE LOS METALES
Desde el Neolítico hasta la Edad del Bronce se produce un drástico cambio cultural frente al modo de vida tradicional de las sociedades paleolíticas. Las gentes que poblaron nuestra región hace unos 4500 años talaron bosques, abrieron las primeras parcelas de cultivo y forzaron la aparición de espacios abiertos para obtener pastizales domesticando animales y plantas. Los megalitos, con su sentido ritual y territorial, se incorporaron al paisaje asturiano como reflejo de una nueva y compleja sociedad campesina. Aparece la explotación intensiva de las minas de cobre y la expansión del fenómeno metalúrgico propiciaron el desarrollo de sociedades cada vez más complejas. Durante este período, Asturias inicia su larga andadura como región minera. 
·      ·  EL TIEMPO DE LOS CASTROS
Los castros constituyen hoy en día, uno de los elementos más visibles del paisaje asturiano y fueron el modelo de hábitat en Asturias entre el final de la Edad de Bronce y la implantación romana, es decir, durante la Edad de Hierro. Las aldeas castreñas mantienen un carácter autárquico y las defensas se muestran como el elemento delimitador más notable de los poblados, a modo de emblema de unas comunidades que se perciben muy fragmentadas y divididas en clanes. 
·      ·  ROMA EN ASTURIAS 

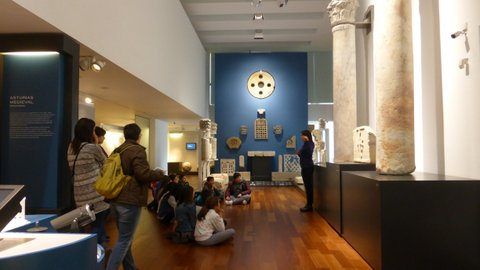
Visitantes en la sala de medieval.

Con la llegada de Roma a los finisterres cantábricos en tiempos del emperador Augusto, Asturias comenzará a formar parte del Imperio romano.  Bajo dominio romano, se produjo una auténtica articulación del territorio con la creación de centros urbanos y rurales conectados por una extensa red viaria. El beneficio de las minas de oro centró los intereses de Roma en el sector occidental de la región, y sus yacimientos fueron explotados a gran escala. Se desarrollaron en todo el territorio nuevas actividades económicas y comerciales que impulsaron la transformación de los usos y costumbres de una población de larga tradición minera y campesina. La presencia de Roma en Asturias representó la entrada de nuestra región en las esferas culturales del mundo clásico 
·      ·  ASTURIAS MEDIEVAL 

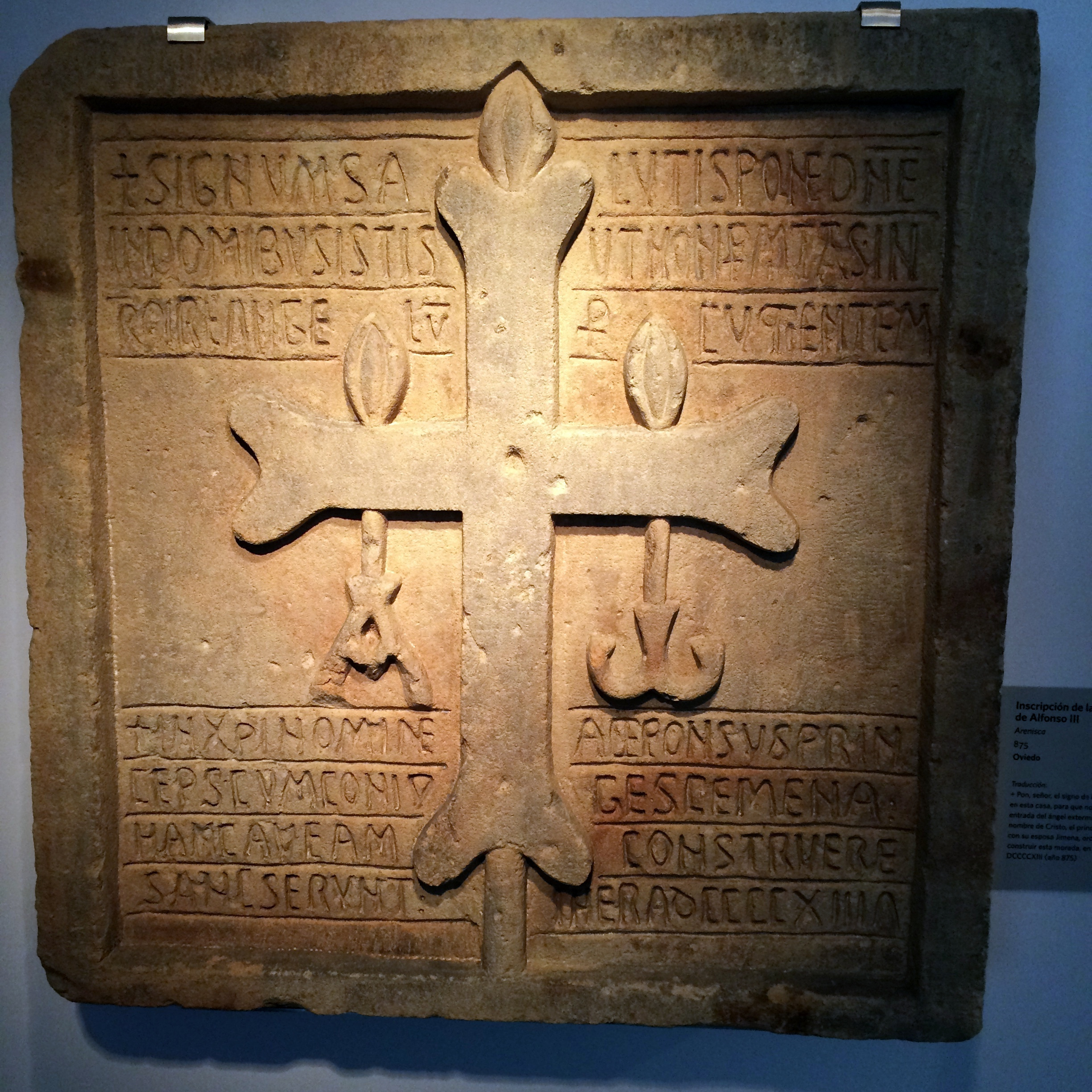
Inscripción obtenida del interior de la fortaleza de Alfonso III

El Reino de Asturias inaugura la Edad Media en esta región. Sedes regias, iglesias, monasterios y castillos constituyen los principales centros de poder de la monarquía y la aristocracia altomedieval. Sin embargo, la mayoría de la población campesina vivía en pequeñas aldeas con modestas viviendas y sencillos ajuares domésticos. El Arte de la Monarquía Astur, destaca por su originalidad arquitectónica y ornamental. A partir del siglo XIII, los nuevos centros urbanos y villas (las polas asturianas) concentran población y centralizan las funciones administrativas, comerciales y artesanales. En estas ciudades, villas y aldeas se construyen nuevas iglesias románicas y góticas. En los últimos tiempos medievales emerge una nueva aristocracia que protagoniza la actividad política, económica y social de la región. 
La exposición se completa con una unidad o sección específica  “De Colección a Museo” destinada a la historia de la formación del Museo que, en el caso de Asturias, transcurre de forma prácticamente paralela a los inicios de la arqueología científica en la región.
En un espacio anexo a esta unidad temática y como homenaje a la figura de Fray Benito de Feijoo y Montenegro, figura singular de la Ilustración española, abad del Monasterio de San Vicente de Oviedo, se ha llevado a cabo la reconstrucción de una celda benedictina en la zona más noble del antiguo claustro tal y como estaba presente en la antigua exposición del Museo. De esta forma se mantiene el reconocimiento de los asturianos al más prolífico ensayista del siglo XVIII, cuya labor intelectual marcó un hito en la evolución del pensamiento y la ciencia de la época.
Y otra sección destinada a la difusión y valoración de los testimonios de Asturias declarados Patrimonio Mundial: el arte rupestre y el arte de la Monarquía astur. A través de una serie de interactivos y audiovisuales, el visitante cuenta con información relevante sobre dicho patrimonio así como sobre las distintas rutas arqueológicas que puede realizar para disfrutar de aquel. 